# 에디아카라기

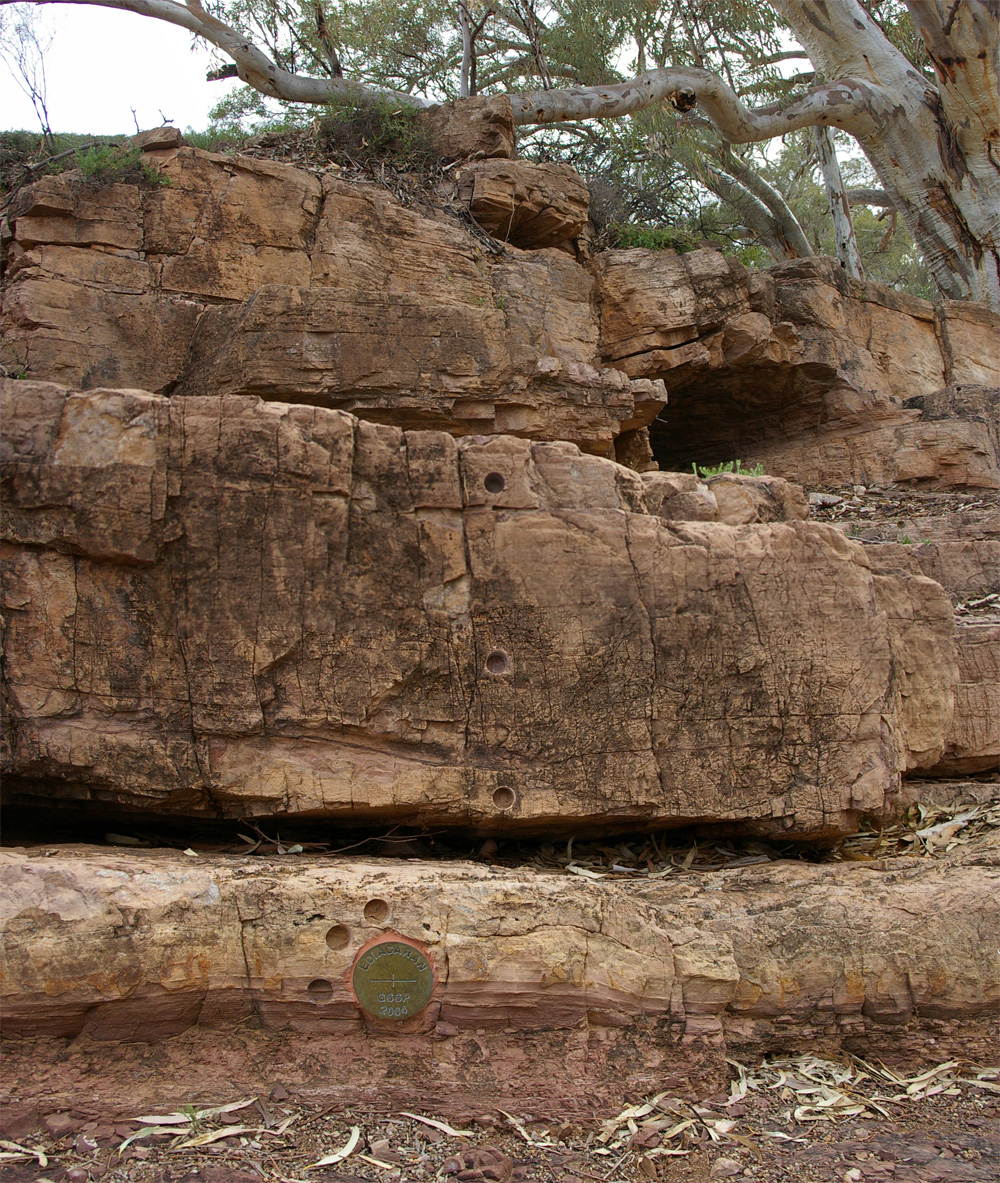

에디아카라기(Ediacaran Period)는 신원생대의 마지막 시기로, 크리오스진기(6억 3500만년 전까지)와 고생대 캄브리아기(5억 4100만년 전부터)의 사이에 해당한다. 과거에는 벤디아기(Vendian Period)라고 불리는 비슷한 시기에 속한 바 있다.
오스트레일리아 남부 사우스오스트레일리아주의 에디아카라 구릉 지대에서 이름이 유래되었다. 에디아카라 동물군이라 불리는 이 지역에서 발견된 다세포 생물들은 캄브리아기 폭발 이전의 다세포 군집으로 알려져 있다.

## 같이 보기
- 에디아카라기의 끝 멸종
- 에디아카라 동물군